# Dudley Le Souef
William Henry Dudley Le Souef (ur. 28 września 1856 w Brighton koło Melbourne, zm. 6 września 1923 w Melbourne) – australijski zoolog, syn Alberta Alexander Cochrane Le Souef. Członek i założyciel Royal Australasian Ornithologists Union w 1901, prezes w latach 1907–1909.

## Publikacje
- Wildlife in Australia (1907)
- Animals of Australia (1909)
- Birds of Australia (1911)